# Luis Norberto Blanco
Luis Norberto Blanco (1954 - Rosario, 21 de mayo de 1969) fue un aprendiz de obrero metalúrgico y estudiante de secundaria argentino asesinado durante las movilizaciones conocidas como el Rosariazo y realizadas contra la dictadura militar dirigida por el general Juan Carlos Onganía. 

## Circunstancias e impacto de su muerte
En mayo de 1969 el ambiente universitario se hallaba agitado a causa del asesinato del estudiante Juan José Cabral el 15 de mayo, durante una protesta por los altos precios del comedor estudiantil en Corrientes.
El día 17 de mayo, militantes del Centro de Estudiantes de la Facultad de Ciencias Económicas de la Universidad de Rosario (FUR) realizaron un acto espontáneo en el comedor universitario ubicado en la avenida Corrientes al 700 que culminó con el asesinato a mansalva del estudiante Adolfo Bello. 
La indignación de la población fue general. El 20 de mayo la Federación Universitaria de Rosario decretó una huelga estudiantil y el miércoles 21 de mayo de 1969 se realizó una Marcha de Silencio en homenaje a Adolfo Bello, organizada por la FUR y la Confederación General del Trabajo (Argentina) (CGT). 
La represión policial y militar de la marcha llevó a una sublevación general conocida como Rosariazo, durante la cual resultaría asesinado el adolescente Luis Norberto Blanco.
Blanco fue asesinado a pocos metros de LT8 por un balazo en la espalda cuando intentaba huir corriendo de la represión policial. El médico Aníbal Reinaldo intentó realizar los primeros auxilios sobre Blanco, sufriendo incluso los sablazos de la policía mientras intentaba salvarle la vida. Sin embargo no lo logra; Blanco muere en ese lugar pocos minutos después.
En el Museo de la Memoria de Rosario se puede consultar un documental familiar, realizado por la estudiante de Historia Gimena Cardoso, nieta de la prima de Blanco, donde se brindan más detalles de los hechos. 